# Actornithophilus spinulosus
Actornithophilus spinulosus är en insektsart som först beskrevs av Piaget 1880.  Actornithophilus spinulosus ingår i släktet Actornithophilus och familjen spolätare. Inga underarter finns listade i Catalogue of Life.